# Liste der Kulturdenkmale in Steinhorst (Lauenburg)
In der Liste der Kulturdenkmale in Steinhorst sind alle Kulturdenkmale der schleswig-holsteinischen Gemeinde Steinhorst (Kreis Herzogtum Lauenburg) aufgelistet (Stand: 10. März 2025).

## Legende
In den Spalten befinden sich folgende Informationen:
- Objekt-ID: die Nummer des Kulturdenkmales
- Lage: die Adresse des Kulturdenkmales und die geographischen Koordinaten. Kartenansicht, um Koordinaten zu setzen. In der Kartenansicht sind Kulturdenkmale ohne Koordinaten mit einem roten Marker dargestellt und können in der Karte gesetzt werden. Kulturdenkmale ohne Bild sind mit einem blauen Marker gekennzeichnet, Kulturdenkmale mit Bild mit einem grünen Marker.
- Offizielle Bezeichnung: Bezeichnung des Kulturdenkmales
- Beschreibung: die Beschreibung des Kulturdenkmales
- Bild: ein Bild des Kulturdenkmales

## Bauliche Anlagen
| Objekt-ID      | Lage                                                     | Offizielle Bezeichnung                                  | Beschreibung | Bild            |
| -------------- | -------------------------------------------------------- | ------------------------------------------------------- | --- | --------------- |
| 10735 Wikidata | Hauptstraße 4 (53° 43′ 7″ N, 10° 29′ 5″ O)               | Wohnhaus, ehemaliges Bau- und Fuhrunternehmen Elberling | Wohnhaus; 1872; traufständiger, eingeschossiger Putzbau mit Keller, Mezzaningeschoss und flach geneigtem Walmdach, straßenseitig breiter, zweigeschossiger Risalit mit Satteldach, davor Verandaanbau mit rustizierten Ecken - Begründung: geschichtlich, Kulturlandschaft prägend - Schutzumfang: gesamtes Objekt - Denkmaltyp: Bauliche Anlage | BW              |
| 922 Wikidata   | Von Wedderkopstraße 2 (53° 43′ 13″ N, 10° 29′ 11″ O)     | Gut Steinhorst: sog. Pförtner- und Gefangenenhaus       | Alteintragung (Aktualisierung vorgesehen) - Begründung: Alteintragung (Aktualisierung vorgesehen) - Schutzumfang: Alteintragung (Aktualisierung vorgesehen) - Denkmaltyp: Bauliche Anlage | BW              |
| 925 Wikidata   | Von Wedderkopstraße 2 – 4 (53° 43′ 15″ N, 10° 29′ 12″ O) | Gut Steinhorst: Wassergraben                            | Alteintragung (Aktualisierung vorgesehen) - Begründung: Alteintragung (Aktualisierung vorgesehen) - Schutzumfang: Alteintragung (Aktualisierung vorgesehen) - Denkmaltyp: Bauliche Anlage | BW              |
| 27260 Wikidata | Von Wedderkopstraße 2 – 4 (53° 43′ 14″ N, 10° 29′ 13″ O) | Gut Steinhorst: Sonnenuhr                               | Alteintragung (Aktualisierung vorgesehen) - Begründung: Alteintragung (Aktualisierung vorgesehen) - Schutzumfang: Alteintragung (Aktualisierung vorgesehen) - Denkmaltyp: Bauliche Anlage | BW              |
| 920 Wikidata   | Von Wedderkopstraße 4 (53° 43′ 15″ N, 10° 29′ 13″ O)     | Gut Steinhorst: Herrenhaus                              | Alteintragung (Aktualisierung vorgesehen) - Begründung: Alteintragung (Aktualisierung vorgesehen) - Schutzumfang: Alteintragung (Aktualisierung vorgesehen) - Denkmaltyp: Bauliche Anlage | Fotos hochladen |
| 6717 Wikidata  | Von Wedderkopstraße 5 (53° 43′ 20″ N, 10° 29′ 4″ O)      | Domäne Steinhorst: Pächterwohnhaus                      | Alteintragung (Aktualisierung vorgesehen) - Begründung: Alteintragung (Aktualisierung vorgesehen) - Schutzumfang: Alteintragung (Aktualisierung vorgesehen) - Denkmaltyp: Bauliche Anlage | BW              |

## Gründenkmale
| Objekt-ID    | Lage                                                     | Offizielle Bezeichnung        | Beschreibung | Bild |
| ------------ | -------------------------------------------------------- | ----------------------------- | --- | ---- |
| 926 Wikidata | Von Wedderkopstraße 2 – 4 (53° 43′ 16″ N, 10° 29′ 15″ O) | Gut Steinhorst: Barockgarten  | Alteintragung (Aktualisierung vorgesehen) - Begründung: geschichtlich, Kulturlandschaft prägend - Schutzumfang: Gut Steinhorst: Barockgarten, Vorplatz, Gartenallee (westlich), Gartenallee (östlich) - Denkmaltyp: Gründenkmal | BW   |
| 923 Wikidata | Von Wedderkopstraße 2 – 4 (53° 43′ 12″ N, 10° 29′ 11″ O) | Gut Steinhorst: Zufahrtsallee | Alteintragung (Aktualisierung vorgesehen) - Begründung: geschichtlich, Kulturlandschaft prägend - Schutzumfang: gesamtes Objekt - Denkmaltyp: Gründenkmal                                                                       | BW   |

## Quelle
- Liste der Kulturdenkmale in Schleswig-Holstein – Herzogtum Lauenburg (PDF)

- Karte mit allen Koordinaten:
- OSM |
- WikiMap